# Villiers-en-Plaine
Villiers-en-Plaine är en kommun i departementet Deux-Sèvres i regionen Nouvelle-Aquitaine i västra Frankrike. Kommunen ligger i kantonen Coulonges-sur-l'Autize som tillhör arrondissementet Niort. År 2022 hade Villiers-en-Plaine 1 800 invånare.

## Befolkningsutveckling
Antalet invånare i kommunen Villiers-en-Plaine
| Referens: INSEE |